# Stephen Mangan

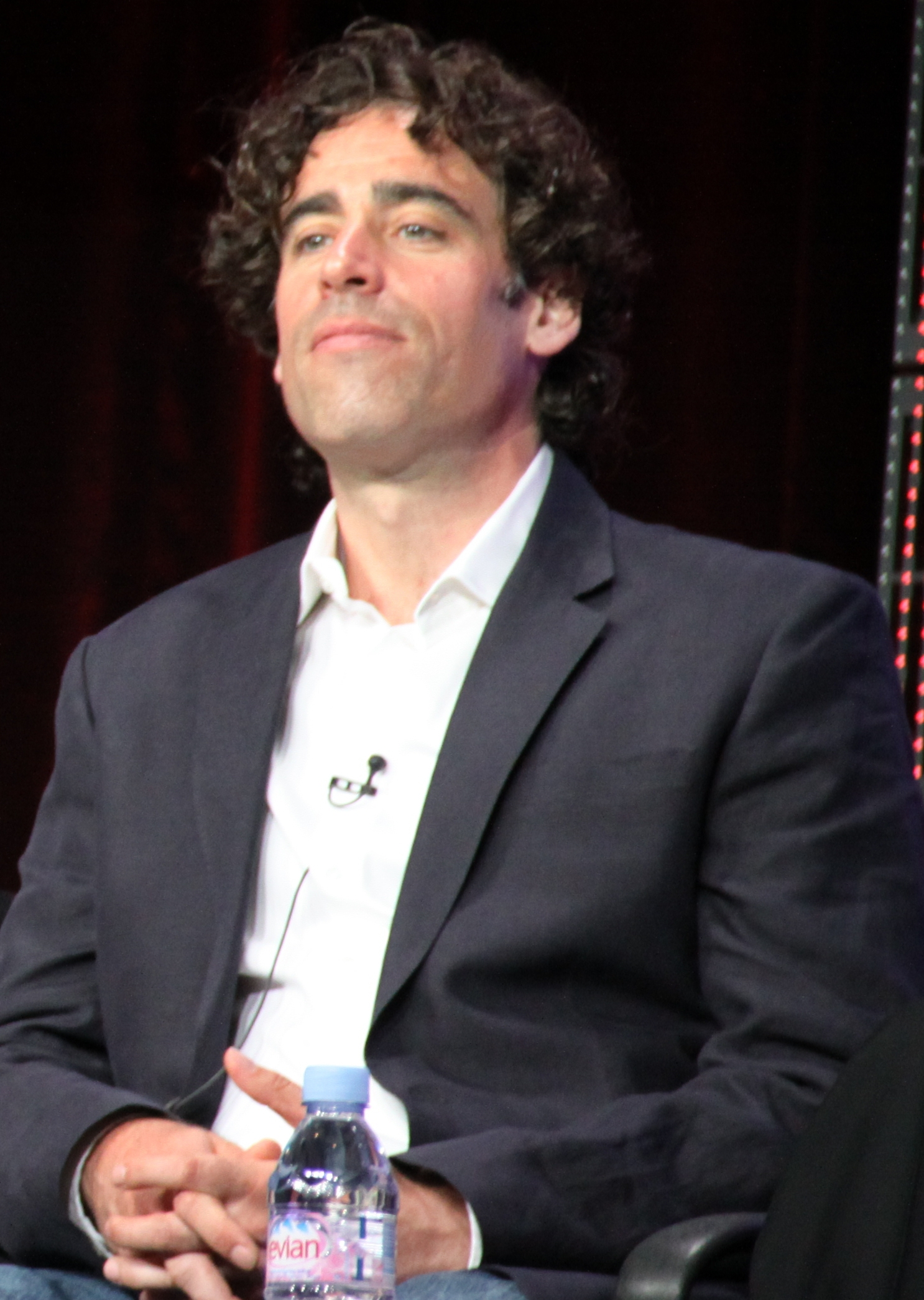

Stephen Mangan (22 de julio de 1972, London) es un actor británico (conocido por sus papeles como Guy Secretan en la serie Green Wing, y como Dan Moody en I'm Alan Partridge).

## Biografía
Mangan creció en Winchmore Hill, North London y estudió en Haileybury College, Hertfordshire el mismo año que Dom Joly. Después de obtener el Bachelor of Arts en Gonville and Caius College, Cambridge University, Mangan se tomó un año para cuidar de su madre, Mary, que estaba muriendo de cancer. Semanas después de su muerte, audicionó para Royal Academy of Dramatic Art. Se graduó en RADA en julio de 1994. Ha aparecido en Billy Elliot.

## Filmografía
| Año  | Película                                           | Personaje            | Nota               |  |
| ---- | -------------------------------------------------- | -------------------- | ------------------ |  |
| 2013 | The Big Dirty List Show: 50 Years of Sex and Music | Narrador             | Documental         |  |
| 2012 | 30 Years of Comic Strip                            | Narrador             | Documental         |  |
| 2010 | An Act of Love                                     | Drew                 | Corto              |  |
| 2010 | Cooked                                             | Voz                  | Corto de animación |  |
| 2010 | War Wounds                                         | Jim                  | Corto              |  |
| 2009 | Beyond The Pole                                    | Mark Bark Jones      |                    |  |
| 2008 | Untitled Victoria Pile Project                     | Detective Dan Little |                    |  |
| 2007 | Who gets the dog?                                  | Steve Hollister      | Película para TV   |  |
| 2007 | Miss Marple's At the Bertram's Hotel               | Inspector Larry Bird | Película para TV   |  |
| 2019 | The Split                                          | Nathan Stein         | Serie para TV      |  |